# Haute-Bodeux
Haute-Bodeux est un village de la commune belge de Trois-Ponts située en Région wallonne dans la province de Liège.
Avant la fusion des communes de 1977, Haute-Bodeux faisait partie de la commune de Basse-Bodeux.

## Situation
Ce petit village se trouve en Ardenne à une altitude d'environ 415 mètres, à 1 kilomètre au sud de la route nationale 66 Huy - Trois-Ponts, à 2 kilomètres à l'ouest de Basse-Bodeux et à 6 kilomètres du centre de Trois-Ponts.

## Description
Haute-Bodeux est une petite localité de caractère concentrée autour de son imposante ferme-château appelée le château Godin. Le noyau ancien du village est principalement composé de fermettes bâties en moellons de grès dont les toitures sont parfois recouvertes d'ardoises appelées localement cherbins ou herbins.

## Activités
Le village possède une hostellerie.
À 1,5 km au nord-ouest du village, l'ancienne barrière se trouvant au sommet de la côte de Haute-Bodeux (altitude 490 mètres) le long de la N.66 sert de cadre à un camping.